# Polietilen glikol
Polietilen glikol (PEG) je polietarsko jedinjenje sa mnoštvom primena od industrijske proizvodnje do medicine. PEG struktura sa ponavljajućim elementom navedenim u zagradama je:
PEG je isto tako poznat kao polietilen oksid (PEO) ili polioksietilen (POE), u zavisnosti od njegove molekulske mase. Jedno od njegovih trgovačkih imena je Carbowax.